# Bob Earl
Bob Earl (ur. 13 stycznia 1950 roku w Great Bend) – amerykański kierowca wyścigowy.

## Kariera
Earl rozpoczął karierę w międzynarodowych wyścigach samochodowych w 1973 roku od startów w wyścigu SCCA National Championship Runoffs Formula F, w którym zwyciężył. W późniejszych latach Amerykanin pojawiał się także w stawce SCCA/USAC F5000 Championship, Grand Prix de Trois-Rivieres, Formuły Atlantic Labatts, Grand Prix Makau, World Challenge for Endurance Drivers, Amerykańskiej Formuły Super Vee, Północnoamerykańskiej Formuły Atlantic, IMSA GTU Championship, IMSA Camel Lights, IMSA Camel GTO, IMSA Camel GTP Championship oraz 24-godzinnego wyścigu Le Mans.